# Sebastiano Peruzzo
Sebastiano Peruzzo (Vicenza, 9 settembre 1980) è un ex arbitro di calcio e attuale dirigente arbitrale italiano.

## Carriera
Dopo aver totalizzato 37 presenze in serie C1 (compresa la finale play-off del 2008 tra Ancona e Taranto), dalla stagione sportiva 2008-2009 appartiene alla Commissione Arbitri Nazionale di Serie A e Serie B.
Il 18 gennaio 2009, arbitrando la sua prima gara in serie A (Cagliari-Udinese), diventa anche il più giovane arbitro italiano ad aver debuttato nella massima divisione. Nel luglio 2009 riceve dall'AIA il premio Giorgio Bernardi, quale miglior direttore di gara immesso nella CAN A-B da un solo anno e particolarmente distintosi. Al termine della stagione sportiva 2013-2014 ha diretto 74 partite in serie A. Il 3 luglio 2010, con la scissione della CAN A-B in CAN A e CAN B, viene inserito nell'organico della CAN A.
Il 1º luglio 2015 viene dismesso dalla CAN A per motivate valutazioni tecniche.

Il 3 luglio 2015 si apprende la nomina a componente della C.A.N. D con responsabile Carlo Pacifici.